# 武內宣之
武內宣之，日本男性動畫師、演出家。

## 人物簡介
作畫工作室Studio Giants出身。1990年代擔任過《十二生肖爆烈戰士》、《少女革命》及《魔法陣都市》等電視動畫的作畫監督，2000年代以後主要參加SHAFT作品的視覺總監等相關工作。

## 主要參加作品

### 電視動畫
- 十二生肖爆烈戰士（1995年－1996年，作畫監督）
- 少女革命（1997年，作畫監督）
- 魔法陣都市（1998年，動畫總監、分鏡、作畫監督）
- Generator Gawl（日语：ジェネレイターガウル）（1998年，原畫）
- 櫻花大戰 (TV版動畫)（2000年，分鏡、演出、圖形監修）
- 月詠 -MOON PHASE-（2004年－2005年，視覺總監、分鏡、演出）
- 魔法娜娜咪（2005年，分鏡、演出、作畫監督）
- 魔法少女奈葉A's（2005年，分鏡）
- capeta（2005年－2006年，分鏡）
- 仰望半月的夜空（2006年，分鏡、演出）
- 魔法老師!?（2006年－2007年，美術指導）
- 驅魔少年（2006年－2008年，分鏡）
- 英雄時代（2007年，分鏡）
- 魔法少女奈葉StrikerS（2007年，分鏡）
- ef - a tale of melodies.（2008年，分鏡）
- 瑪莉亞狂熱（2009年，概念設計、分鏡）
- 夏日風暴！（2009年，設計工作）
- 化物語（2009年，視覺總監、分鏡、作畫監督）
- 瑪莉亞狂熱 ALIVE（2011年，概念設計）
- 轉吧！企鵝罐（2011年，分鏡、演出、作畫監督）
- 偽物語（2012年，美術指導）
- 貓物語（黑）（2012年，美術指導）
- 〈物語〉系列 Second Season（2013年－2014年，美術指導）
- 憑物語（2014年，美術指導）
- 終物語（2015年，道具設計）
- 笑容的代價（2019年，分鏡）
- 皿三昧（2019年，首席導演）

### OVA
- 超時空世紀02（1994年，原畫）
- 銀河英雄傳說 第3期（1994年，原畫）
- Legend of Crystania（日语：クリスタニア）（1996年，原畫）
- 銀河英雄傳說 第4期（1996年，原畫）
- 櫻花通信（1997年，人物設定）

### 電影動畫
- 少女革命 ～思春期默示錄（1999年 ，作畫監督）
- 神隱少女（2001年，原畫）
- 貓的報恩（2002年，原畫）
- 霍爾的移動城堡（2004年，原畫）
- 地海傳說（2006年，原畫）
- 奇諾之旅 疾病之國 -For You-（2007年，設計工作）
- 崖上的波妞（2008年，原畫）
- 傷物語〈I 鐵血篇〉（2016年，美術設定）
- 傷物語〈II 熱血篇〉（2016年，美術設定）
- 傷物語〈III 冷血篇〉（2016年，美術設定）
- 升起的煙花，從下面看？還是從側面看？（2017年，導演）

### 其它
- 曆物語（2016年，美術設定）－iOS、Android配信的短篇動畫

## 相關項目
- SHAFT
- 日本動畫師列表